# Hosn Niha
Hosn Niha je arheološko najdišče v Libanonu, ki ga sestavljajo nekateri templji in zgradbe na obrobju vasi Niha, ki imajo pomembno arheološko vrednost. Antropologi (kot je Yasmine) so napovedali, da so templje, najdene na tem mestu, prej uporabljali kulti v grško-rimskem obdobju, čeprav je bilo na tem mestu opravljeno le omejeno delo. Po arabskem osvajanju regije je bila rimska naselbina sčasoma popolnoma opuščena. Velik del območja in njegovih zgradb je bilo uničenih med libanonsko državljansko vojno. Najdišče se razteza čez kopno v bližini doline Beka v skupni dolžini 550 metrov na nadmorski višini 1350 metrov. Kraj je omembe vreden zaradi številnih grobnic, raztresenih po tem območju. Antropologi so odkrili, da obstajajo različne vrste grobnic, za katere domnevajo, da so bile dodeljene ljudem glede na njihovo uvrstitev v kulturi. Zaradi nedavnega naraščajočega zanimanja za najdišče je bilo opravljenih več študij.

## Odkritje
Najzgodnejše pisne omembe mesta prihajajo od evropskih popotnikov v 19. stoletju. Pred kratkim je Jean Yasmine izvedel podrobne študije svetišča in njegove arhitekture. Yasminovo delo se je osredotočilo na kartografijo postavitve svetišča. Uspelo mu je identificirati bivališča, najdena v vasi. Uporabljal je različne metode raziskovanja, kot so geodetske meritve na krajinski in pozidani arheološki ravni. Njegove ugotovitve so vključevale odkritje različnih grobnic, postavljenih po mestu in pomembne stavbe z vzdevkom La Grande Residence. Ta stavba je vsebovala veliko dragocenih lončarskih artefaktov, ki so arheologom pomagali pri nadaljnjih raziskavah in hipotezah o vrednotah in verovanjih te kulture.

## Geografija
Najdišče Hosn Niha je bilo odkrito v bližini doline Beka in leži na dnu strmega pobočja. Obdajajo ga velika kmetijska polja, ki se uporabljajo še danes. Arheologi so odkrili svetišče z dvema templjema v notranjosti, pri čemer je bil eden večji od drugega. V tem svetišču je tudi cerkev in več kultnih prostorov. Nižje blizu vasi Niha so našli tudi manjše svetišče in dva velika kamnoloma. Vzdolž doline je bila odkrita starodavna trgovska pot, ki je potekala od vzhoda proti Nihi, drugemu arheološkemu najdišču v bližini.

## Lokacija
Zaradi lege lokacije in strmega pobočja je vas zaščitena, a še vedno prejema veliko sončne svetlobe. Reka, ki teče skozi vas, je prebivalcem nekoč zagotavljala zadosten vir vode. Antropologi so nedaleč stran od svetišča odkrili tudi izvir.
Najdišče ima nekaj pomanjkljivosti. Ker je na tako visoki nadmorski višini, so lahko zime zelo ostre. Pozimi dosežejo izjemno nizke temperature in povzročijo obilne snežne padavine. Sneg je morda še posebej močno vplival na preživetje vasi - po mnenju Newson & Young-, ker bi lahko blokiral trgovske poti, ki so prihajale iz kompleksa svetišča in vodile do njega.

## Najdbe
Vas Niha je dom štirih rimskih templjev, ki so bili zgrajeni med 1. in 3. stoletjem našega štetja (ko se je območje imenovalo Pagus Augustus). Spodnja dva templja sta na robu vasi, druga dva templja pa sta približno 2 km nad vasjo v tako imenovanem Hosn Niha.
Ta dva templja Hosn Niha, ki sta na nadmorski višini 1400 m s težkim cestnim dostopom, nista obnovljena.
Arhitekturni dokazi na mestu kažejo, da je bilo v srednjem veku spremenjeno v majhno utrdbo (od tod tudi ime Hosn, kar v arabskem jeziku pomeni utrdba).
- Zgornji veliki tempelj.[5] Zgornji veliki tempelj Hosn Niha, zgrajen na podiju, obrnjenem proti vzhodu, je sestavljen iz portika s štirimi stebri, ki vodijo do cele in nato do dvignjenega naosa. Danes je tempeljsko mesto razmeroma dobro ohranjeno – večina zidov je nedotaknjenih, stebri pa ne stojijo več. Oltar pred templjem je uničila bizantinska bazilika, ki so jo zgradili nad njim. Bazilika ima tri ladje in polkrožno apsido na vzhodnem delu. Spodnji deli zidov bazilike so še danes vidni.
- Spodnji mali tempelj. Drugi spodnji mali tempelj se odpira proti jugu in je bil dostopen po stopnišču, ki je danes skoraj popolnoma uničeno. Stopnišče vodi do portika z dvema stebroma, nato pa do majhne cele z majhno nišo na koncu, v kateri je bil kip boga ali boginje.

Na tem območju poročajo o številnih starodavnih najdbah, od keramike do grobnic in svetišč.

### Lončenina
Motnje, ki so jih povzročile zunanje sile, so na površje prinesle drobce lončenine. Ti kosi keramike so bili neverjetna najdba, saj so arheologom omogočili boljši vpogled v ljudi, ki so nekoč naseljevali to območje. Po preučevanju fragmentov je Yasmine lahko ugotovil, da so bili ustvarjeni v 1. stoletju našega štetja in so imeli izjemno vrednost za kulturo, dokler ni bilo mesto opuščeno v 7. stoletju našega štetja. Te črepinje keramike so arheologom – po besedah Yasmine – pomagale okrepiti njihove domneve o njihovem obstoju v grško-rimski dobi.

### Grobnice
Preden so grobnice postale aktivno arheološko najdišče, so bile tarča roparjev zaradi dragocenih predmetov, ki so bili pokopani z njihovimi lastniki. Poleg bližnjega pokopališča so arheologi našli različne grobnice, vključno s skupnimi grobnicami, posameznimi ulitimi grobnicami in kamnitimi sarkofagi. V skalo vklesane grobnice so bile najpogostejše vrste, najdene na tem mestu. Zanimivo je, da so imele številne od njih vgrajene vstopne odprtine. Ti vhodi so bili običajno ustvarjeni, da so ljudje dali svoje daritve mrtvim.
Cistične grobnice običajno vključujejo več grobnic, ki so postavljene tesno skupaj. Ta postavitev je vodila arheologe do domneve, da so bili ti ljudje pokopani drug blizu drugega, ker so bili znotraj iste družine.

### Svetišča
Dvojno svetišče je bilo tudi pomembna zgradba mesta. To svetišče je sestavljalo več dormitorijev in sob, ki so bile posebej namenjene žrtvam in obredom. Številni oltarji, najdeni v teh prostorih, imajo simbole bikovih glav in vence, kar podpira hipotezo, da je ta kultura izvajala žrtvene obrede. Špekulira se, da so večje sobe z večjimi oltarji soba »moškega boga«. Manjša priložena soba je bila običajno dodeljena božjemu spremljevalcu ali partnerju, pravi Newson.